# Armacia clara
Armacia clara är en insektsart som först beskrevs av Stsl 1859.  Armacia clara ingår i släktet Armacia och familjen Ricaniidae. Inga underarter finns listade i Catalogue of Life.